# Frieda Kroket
Frieda Kroket is een personage uit Samson en Gert, gespeeld door Barbara De Jonge.

## Personage
Frieda Kroket verscheen in 2000 in de serie als nichtje van frituuruitbater Fred Kroket. Ze vervangt Fred die naar Spanje is vertrokken om te rentenieren. Haar catchphrase is We vliegen erin....PATAT!. Ze is verliefd op Alberto, die ze steevast 'Albertootje' noemt, maar Alberto wil daar niet veel van weten. Ze heeft ook een sousafoon waar ze tot ongenoegen van de rest graag op speelt.
Samson noemt Frieda Kroket "mevrouw Frietje".
Frieda kan erg woedend uit de hoek komen als ze zich bedreigd voelt. Ze is vaak nogal hyperactief en ziet er slonzig uit. Op aandrang van Ketnet werd ze in 2003 uit de serie geschreven wegens "te weinig opvoedkundige waarde".

## Eerste en laatste aflevering
| Eerste / Laatste   | Titel aflevering  | Jaartal |
| ------------------ | ----------------- | ------- |
| Eerste aflevering  | De frietwedstrijd | 2000    |
| Laatste aflevering | Moeder en kind    | 2003    |

## Afleveringen
| - De frietwedstrijd - Frieda is verliefd - Mister Friet - Lek in de frituur - Octaaf TV - De geheimzinnige ziekte - Friet aan huis - De dorpskermis - Het standbeeld - De kapperswedstrijd - Frieda is burgemeester - De witte rijder - De gemaskerde schutter - Het pleinspook - De go-cart wedstrijd - De ring - Cleopatra - Gaan vissen - Het verrassingsfeest - Wendy | - Het duel - Alberto slaapwandelt - De fiets - Alberto onzichtbaar - Het beste frietkraam van het land - Dieven in het dorp - Ijsjes - Chinesitis - De geheimzinnige briefschrijver - Frieda Kroket gaat trouwen - Burgemeester Samson - Ward de bodyguard - Sammy en Samson - Baby vermist - Baron von Leemhausen - De versteningsdrank - De luchtverkopers - De luizenplaag - De betoging - Moeder en kind |

## Familie
- Het onzichtbare personage Fred Kroket is de oom van Frieda.
- In de aflevering De paardenmolen raakte bekend dat ze een tante Ursula heeft.

## Trivia
- De eerste strip met Frieda was Frieda Kroket (24).